# Dialogue de feu
Pour plus de détails, voir Fiche technique et Distribution.
Dialogue de feu (A Gunfight) est un film américain réalisé par Lamont Johnson, sorti en salles en 1971. Les rôles principaux sont tenus par Kirk Douglas et Johnny Cash.

## Synopsis
Contre une forte somme, deux vieux gunfighters décident de s'affronter publiquement.

## Fiche technique
- Titre original : A Gunfight
- Réalisation : Lamont Johnson
- Scénario : Harold Jack Bloom
- Direction artistique : Tambi Larsen
- Décors : Darrell Silvera, Dick Rubin
- Costumes : Mickey Sherrard
- Photographie : David M. Walsh, Richard Johnson
- Son : Jack Solomon, Glen Glenn
- Montage : Bill Mosher
- Musique : Laurence Rosenthal
- Production : Tribu des Apaches Jicarilla
- Société de production : Paramount Pictures
- Société de distribution : Paramount Pictures
- Pays de production :  États-Unis
- Langue originale : anglais
- Format : couleur
- Genre : Western
- Durée : 89 minutes
- Dates de sortie : 
  - États-Unis : 25 août 1971
  - France : 30 août 1978

## Distribution
- Kirk Douglas (VF : Roger Rudel) : Will Tenneray
- Johnny Cash (VF : Michel Barbey) : Abe (David en VF) Cross
- Jane Alexander (VF : Lily Baron) : Nora Tenneray
- Karen Black : Jenny Sims
- Keith Carradine (VF : Jacques Bernard) : Jeune pistolero
- Dana Elcar : Marv
- Raf Vallone (VF : Jean-Louis Maury) : Francisco (Pedro en VF) Alvarez
- Eric Douglas : Bud Tenneray
- Robert J. Wilke (VF : Jacques Berthier) : Marshall Tom Cater
- Paul Lambert : Ed Fleury